# Uvaria yunnanensis
Uvaria yunnanensis är en kirimojaväxtart som först beskrevs av Hu Hsien-Hsu, och fick sitt nu gällande namn av L. L. Zhou, Y. C. F. Su och Richard M.K. Saunders. Uvaria yunnanensis ingår i släktet Uvaria och familjen kirimojaväxter. Inga underarter finns listade i Catalogue of Life.